# Euploea pierretii
Euploea pierretii är en fjärilsart som beskrevs av Felder 1865. Euploea pierretii ingår i släktet Euploea och familjen praktfjärilar. Inga underarter finns listade i Catalogue of Life.